# ナイズナ (小惑星)
ナイズナ (1324 Knysna) は、小惑星帯にある小惑星。シリル・ジャクソンがヨハネスブルグのユニオン天文台で発見した。
南アフリカ西ケープ州の街ナイズナ (Knysna) に因んで名付けられた。